# ガイオズ・ニガリジェ
ガイオズ・ニガリジェ（グルジア語: გაიოზ ნიგალიძე、英: Gaioz Nigalidze、1989年4月24日 - ）はジョージア（グルジア）のチェスプレーヤー。2013年と2014年のジョージアチェス選手権優勝者で、インターナショナルマスター (IM) の称号を有する。2014年から2015年にかけてはグランドマスターの称号も有していた。

## 2015年ドバイオープンでの事件
彼は2015年ドバイオープンでの違反行為によって注目を集めることとなった。この大会の第6回戦の対戦者であったチグラン・ペトロシアン（元世界チャンピオンとは別人）は、ニガリジェはゲームにおいて重要な局面が訪れると、決まって洗面所へ行くと抗議した。ペトロシアンは、2014年12月にアル・アインで行われた試合でも、ニガリジェが同様の行動をとっていたことに疑念を抱いていた。ペトロシアンは、毎回決まって同じ個室の手洗いへ行くのは不自然だと、チーフ・アービター（審判長）であったマハディ・アブドゥル・ラヒムに訴えた。その個室を確認したところ、トイレットペーパーにくるまれたスマートフォンとヘッドセットが便器の後ろから発見された。
当初は自分のスマートフォンではないと否定していたが、スマートフォンからはニガリジェのSNSアカウントへログインされており、ドバイ・オープンの局面がアプリで解析されていた。ニガリジェはドバイ・オープンで失格となった。国際チェス連盟のルールでは、通信や局面の分析ができる電子機器を競技中に使用することは固く禁止されており、これに違反したものには、最初の違反の場合は3年間、再度の違反の場合は15年間の出場停止処分がそれぞれ課される。その後、ニガリジェは3年間の出場停止処分となり、グランドマスターの称号は取り消された。過去の競技についても調査が進められている。